# Model de Baddeley-Hitch
El Model de Baddeley-Hitch és una hipòtesi explicativa de com funciona la memòria humana. El model va ser proposat per Alan Baddeley i Graham Hitch el 1974, i es tracta d'una explicació més precisa que les proposades anteriorment sobre la memòria a curt termini. Per a fer la seva explicació els autors van crear el concepte de memòria de treball, expressió amb la qual és conegut també aquest model.
Aquest model ha estat més acceptat que el d'Atkinson-Shiffrin, en el qual es va inspirar, tot i que treballs posteriors d'altres col·laboradors, han ampliat l'explicació i han oferit models alternatius segons noves perspectives. El mateix Baddeley ha fet diversos retocs a la proposta inicial, motiu pel qual alguns llibres citen aquest model fent servir només el nom d'aquest autor.
La idea central és que, quan estem fent una tasca, fem servir un tipus específic de memòria (la memòria de treball) on un sistema de regulació decideix quines dades acabades d'obtenir cal emmagatzemar temporalment perquè ens seran útils mentre es realitza la tasca que ens hem proposat i quines dades cal recuperar dels coneixements adquirits ja fa temps (la memòria a llarg termini) perquè també ens seran útils en relació al que estem fent.

## Antecedents
Baddeley i Hitch van proposar el seu model explicatiu de la memòria, que funciona en dos nivells, com a alternativa al Model d'Atkinson–Shiffrin del 1968, que descrivia tres nivells. Segons aquell model el processament de la memòria passa per tres nivells: un sensorial, un altre a curt termini i un tercer a llarg termini.Baddeley i Hitch, engloben els anteriors conceptes de memòria sensorial i memòria a curt termini en un sol sistema, la memòria de treball, amb la intenció de millorar l'explicació del funcionament de la memòria a curt termini.

## Components del model de Baddeley-Hitch
El model de memòria ideat originalment per Baddeley i Hitch té tres components: una àrea central executiva que actua com a sistema supervisor i controla el flux d'informació des de i cap als sistemes encadenats que són: el bucle fonològic i els esbossos de representació viso-espacials. El bucle fonològic emmagatzema contingut verbal, mentre que l'altre captura les dades viso-espacials. Aquests sistemes encadenats només funcionen com a memòria a curt termini. L'any 2000 Baddeley va afegir un tercer sistema encadenat al seu model original, el seleccionador de la memòria episòdica.
Central executiva
La central executiva és un sistema flexible responsable del control i regulació dels processos cognitius. Té les següents funcions:
- permetre l'entrada d'informació de diverses fonts transformant-la en episodis coherents
- coordinació dels sistemes encadenats
- alternar entre l'execució de tasques o la recuperació de dades i estratègies de la memòria
- seleccionar quan cal dirigir l'atenció o inhibir-la

Es pot considerar en conjunt com un sistema supervisor que controla els processos cognitius i que intervé quan es desvien.
Usant el paradigma de la tasca dual, Baddeley i Erses van trobar, per exemple, que els pacients amb demència causada per l'Alzheimer es veien amb dificultats quan se'ls demanava que realitzessin diverses tasques simultàniament, fins i tot quan la dificultat de cada tasca estava adaptada a les seves habilitats.
Les investigacions més recents sobre la funció executiva suggereixen que la suposada central executiva no és tal com la van concebre Baddeley i Hitch; més aviat sembla que existeixen funcions executives separades que poden variar molt entre individus i que es poden, per separat, alterar o reutilitzar amb una funció que abans no tenien, quan es produeix una lesió cerebral.
Bucle fonològic
El bucle fonològic, també anomenat bucle articulatori, és on es processa la informació sonora o fonològica. Consta de dos apartats: un magatzem fonològic amb pistes de memòria auditiva que estan subjectes a una ràpida degradació o desaparició, i un apartat de recuperació per a la pràctica articulatòria (de vegades dit bucle articulatori) capaç de reprendre les pistes de la memòria.
Qualsevol informació verbal auditiva entra directament a l'arxiu fonològic. El llenguatge presentat visualment pot ser transformat al codi fonològic amb una articulació silenciosa i, per tant, ser codificat dins l'arxiu de memòria fonològic. Aquesta transformació ve facilitada pel procés de control articulatori. L'arxiu fonològic actua com una "orella interna", recordant sons parlats en ordre temporal, mentre que el procés articulatori actua com una "veu interna" que repeteix les sèries de paraules (o altres elements del discurs) en un bucle per tal de prevenir la seva desaparició o decaïment. El bucle fonològic pot tenir una intervenció decisiva en l'adquisició de vocabulari, en especial durant els primers anys de la infantesa. També pot ser clau pel que fa a l'aprenentatge d'una segona llengua.
Les proves que donen suport a l'existència del bucle fonològic són cinc principalment:
1. L'efecte de la similitud fonològica:
Les llistes de paraules que sonen de forma semblant són més difícils de recordar que les paraules que sonen diferent. La similitud semàntica (semblances en el significat) tenen, en comparació poc efecte, i això dona suport a la idea que la informació verbal es troba codificada en gran part pel que fa a la seva fonètica dins la memòria de treball.[5][6]
2. L'efecte de supressió de l'articulació:
La memòria de material verbal no funciona correctament quan a una persona se li demana que digui alguna cosa irrellevant en veu alta mentre estava dient la llista memoritzada. S'assumeix que això és degut a un blocatge del procés de recuperació d'informació per emprar en la pràctica, per tant, les pistes de la memòria en el bucle fonològic han decaigut fins a desaparèixer.[7]
3. La transferència d'informació entre codis:
En dades presentades visualment, els adults acostumen a nomenar-les i pronunciar-les, de manera que la informació és transferida d'un codi visual a un codi auditiu. La supressió de l'articulació impedeix la seva transferència, i en aquest cas, l'efecte de similitud fonològica abans esmentat, és eliminat quan els ítems es presenten només visualment.[8]
4. Les evidències neuropsicològiques:
Un emmagatzematge fonològic defectuós explica la conducta de pacients amb un específic dèficit en la memòria fonològica a curt termini. Els pacients afàsics amb dispràxia verbal congènita són incapaços d'engegar els codis motors de la parla necessaris per a l'articulació, a causa d'una deficiència en el procés de recuperació de la memòria per la pràctica de l'articulació.[9]

Per altra banda, els pacients amb disàrtria, els quals tenen problemes de parla secundaris, mostren una capacitat normal per a posar en pràctica el llenguatge recuperant-lo de la memòria. Això suggereix que l'assaig intern de la pronúncia (la pràctica subvocal) és crucial.
A més, hi ha molta bibliografia acumulada per la investigació durant dècades, que aporta una base sòlida a la teoria de l'existència del sistema fonològic de memòria. En un estudi del 1971, Stephen Madigan va demostrar que un efecte perllongat de recència es pot observar quan es recorda una sèrie de paraules (de la primera cap a la darrera) que prèviament s'han presentat en una llista auditiva, en comparació amb una llista presentada visualment. Un efecte menor s'observa quan s'inverteix l'ordre de recuperació de la memòria (de la darrera paraula de la llista fins a la primera). En el seu estudi, la presentació auditiva porta a un major record de les dades estudiades més recentment. Catherine Penney va ampliar aquesta descoberta en observar que els efectes modals es poden trobar també en el cas de les tasques en què s'utilitza la recuperació de la informació de forma lliure, sense seguir un ordre. El 1965, Dallett va descobrir que aquest efecte modal es redueix molt amb l'addició d'una "dada sufix" a la llista presentada; aquest sufix és un element de distracció que no cal recordar. Robert Greene va utilitzar aquesta observació el 1987 per descobrir que aquest efecte del sufix té un impacte més gran en llistes apreses auditivament, en comparació a les llistes visuals. La culminació de totes aquestes descobertes ha donat com a resultat ser una sòlida base que dona suport a la teoria que proposa l'existència d'una memòria a curt termini que emmagatzema informació fonètica apresa recentment. A més, Bloom i Watkins van trobar que l'efecte sufix disminueix força quan el sufix no s'interpreta com a so lingüístic, i això concorda amb la teoria de la memòria fonològica a curt termini, ja que no estaria afectat per elements distractors no lingüístics.
Els esbossos de representació visoespacials
Es dona per suposat que hi ha un sistema d'esbossos visoespacials que processa la informació procedent del que veiem. És d'utilitat per a l'arxiu temporal i per la manipulació de la informació visual i espacial, com ara recordar formes i colors o la localització en l'espai i la velocitat d'un objecte que es mou. També té relació amb tasques que impliquen planificar i calcular moviments espacials, per exemple recordar quina drecera hem d'agafar per sortir d'un edifici gran. El sistema d'esbossos visoespacials pot dividir-se en sistemes separats: un de visual, un espacial i possiblement un altre quinestèsic (en relació al moviment). Està principalment localitzat en l'hemisferi dret del cervell.
Robert Logie ha proposat que el sistema d'esbossos de representació visoespacials es podria subdividir en dos components:
- L'arxiu de memòria visual (visual cache), que desa la informació relacionada amb la forma i el color.
- El marcador intern (inner scribe), que processa la informació espacial i de moviment. També recupera informació de l'arxiu de memòria visual (visual cache) i la transfereix cap a la central executiva.[17]

La distinció entre visual i espacial del sistema d'esbossos visoespacials es fonamenta en tres evidències:
- Hi ha menys interferència entre les tasques visual i espacials que entre dues tasques visuals o entre dues tasques espacials.[18]
- Les lesions cerebrals poden influir en una d'aquestes parts sense influir en l'altra.
- Els estudis amb imatges del cervell mostren que les tasques que impliquen fer servir la memòria de treball amb objectes visuals activen moltes àrees de l'hemisferi esquerre, mentre que les tasques que impliquen informació espacial activen més àrees en l'hemisferi dret.[19]

El regulador episòdic
L'any 2000 Baddeley va afegir un quart component al model original, el regulador episòdic. Aquest component és un tercer sistema encadenat a la central executiva, dedicat a enllaçar informació per formar unitats integrades d'informació visual, espacial i verbal amb una seqüència de temps (o en una ordenació cronològica), comparable a la memòria d'una pel·lícula que es pot ordenar en seqüències. S'assumeix que el regulador episòdic té connexió amb la memòria a llarg termini i amb el significat semàntic.
La principal motivació per introduir aquest component va ser l'observació que alguns pacients (en particular els molt intel·ligents) amb amnèsia, dels quals s'esperava que no tindrien habilitat per codificar la informació nova a llarg termini, però que no obstant podien recordar bé històries a curt termini, recuperant molta més informació de la que pogués provenir del bucle fonològic.

## Segons la Neurociència
Hi ha moltes proves provinents d'estudis neurològics que demostren l'existència d'un regulador de la memòria d'ús recent diferenciat de la memòria a llarg termini. El bucle fonològic sembla estar connectat a l'activació de l'hemisferi esquerre, en concret amb el lòbul temporal. El sistema d'esbossos de representació visoespacials activa diferents àrees depenent de la dificultat de la tasca; les tasques menys difícils semblen activar el lòbul occipital, mentre que les tasques complexes activen el lòbul parietal. La central executiva és encara un misteri, tot i que es creu que està més o menys localitzada en el lòbul frontal del cervell. El regulador episòdic sembla estar localitzat en tots dos hemisferis amb activacions al lòbul frontal, al lòbul temporal i a la porció esquerra de l'hipocamp. (Rudner i alt., 2007) En estudis genètics s'ha trobat que el gen ROBO1 està relacionat amb el regulador fonològic, ja sigui íntegrament o una part del gen.

## Validesa del model
La força de l'acceptació del model de Baddeley rau en el fet que integra un gran nombre de descobertes procedents d'investigacions sobre la memòria a curt termini. A més, els mecanismes dels sistemes encadenats a la central executiva, en especial el bucle fonològic, han servit per inspirar nous estudis en psicologia experimental i neuropsicologia.
Això no obstant, també ha rebut crítiques, per exemple pel que fa al bucle fonològic, ja que alguns detalls trobats als estudis no s'expliquen fàcilment amb el model original de Baddeley i Hitch.
El regulador episòdic és vist com un afegit necessari del model de memòria de treball, però no s'ha investigat prou i les seves funcions romanen poc clares.